# 尖尾蛇鰻
尖尾蛇鰻，為輻鰭魚綱鰻鱺目糯鰻亞目蛇鰻科的其中一種，分布於東太平洋區，從美國加州至秘魯海域，棲息深度可達155公尺，體長可達115公分，棲息在沙泥底質海域，會將身體埋藏於沙泥中，屬肉食性，可做為食用魚。

## 擴展閱讀
維基物種上的相關：尖尾蛇鰻